# タイム (カルチャー・クラブの曲)
「タイム」（英題：Time (Clock of the Heart)）は、英国のバンドのカルチャー・クラブの楽曲である。

## 概要
全世界向けに単独のシングルとして発売され、米国ではデビュー・アルバム『キッシング・トゥ・ビー・クレヴァー』から2枚目のシングルとして発売された。バンドのグローバル・ヒット「君は完璧さ」に続く形で「タイム」は全英シングルチャートで3位を記録し、イギリスだけで50万枚をセールス。米国ではBillboard Hot 100で「君は完璧さ」と同じく2位を記録、因みにこの時1位だったのはアイリーン・キャラの「フラッシュダンス…ホワット・ア・フィーリング」だった。
ヨーロッパとイギリスでは単独のシングルとして1982年11月に発売され、アルバムへの収録は1987年のコンピレーション・アルバム『ディス・タイム』まで待たなければならなかった。
ミュージック・ビデオは2種類存在するが、唯一の違いはヘレン・テリーとテレビを鑑賞しているシーンであり、クリスマス・ツリーが置かれているかいないかだけの差である。これはリリース日が国ごとに違ったためである。2005年の『グレイテスト・ヒッツ』のDVDにも収録されたクリスマス・ヴァージョンは主にヨーロッパ向けであり、そうでないヴァージョンは1983年春に曲がリリースされたそれ以外の地域に向けられた。このビデオは米国のTVドラマシリーズ『MR. ROBOT/ミスター・ロボット』のシーズン4のエピソード3におけるフラッシュバック・シーンで使用された
米国でのシングル盤は本作のインストゥルメンタル「ロマンス・ビヨンド・ザ・アルファベット」が収録された。
2022年にはダンス・ポップ・トラックとして新たに再録音した「タイム 2022」がデジタルとストリーミング向けに配信された。

## 形態とトラックリスト
- 7"シングル (イギリス・ヨーロッパ・カナダ)

1. "Time (Clock of the Heart)" – 3:42
2. "White Boys Can't Control It" – 3:42

- 7"シングル(米国)

1. "Time (Clock of the Heart)" – 3:41
2. "Romance Beyond the Alphabet" (Time Instrumental) – 3:34

- 12"シングル (イギリス・ヨーロッパ)

1. A1."Time (Clock of the Heart)" – 3:42
2. B1."White Boys Can't Control It" – 3:42
3. B2."Romance Beyond the Alphabet" – 3:44

- 12"シングル (カナダ)

1. A1."Time (Clock of the Heart)" – 3:42
2. B1."Romance Beyond The Alphabet" – 3:42
3. B2."I'm Afraid Of Me (Extended Version)" –

- 12"シングル/EP (日本)

1. A1."Time (Clock of the Heart)" – 3:42
2. A2."White Boy (Long Version)"
3. B1."I'm Afraid Of Me (Long Version)" –
4. B2."Do You Really Want To Hurt Me (Dub Version)" –

## パーソネル
カルチャー・クラブ
- ボーイ・ジョージ: リード・ヴォーカル、バック・コーラス
- ロイ・ヘイ: エレクトリック・ギター、バック・コーラス
- マイキー・クレイグ: キーター
- ジョン・モス: ドラム、バック・コーラス

ゲスト;
- ヘレン・テリー: バック・コーラス
- フィル・ピケット:ピアノ、グロッケンシュピール、チューブラー・ベル
- スティーヴ・グレインガー: サックスフォン
- トレヴァー・バストウ: ストリング・アレンジメント

## チャート

### 週間チャート
| チャート (1982年)                                  | 最高位 |
| -------------------------------------------------- | ------ |
| ベルギー (Belgian VRT Top 30)                      | 9      |
| オランダ (Dutch Top 40)                            | 7      |
| アイルランド (Irish Singles Chart)                 | 4      |
| イギリス (UK Singles Chart)                        | 3      |
| チャート (1983年)                                  | 最高位 |
| オーストラリア (Kent Music Report)                 | 12     |
| オーストリア (Austrian Singles Chart)              | 9      |
| カナダ (RPM)                                       | 4      |
| フィンランド (Suomen virallinen lista)             | 7      |
| ドイツ (German Singles Chart)                      | 16     |
| ニュージーランド (New Zealand RIANZ Singles Chart) | 4      |
| スウェーデン (Swedish Singles Chart)               | 11     |
| スイス (Swiss Singles Chart)                       | 9      |
| 全米 Billboard Hot 100                             | 2      |
| 全米 アダルト・コンテンポラリー (Billboard)        | 6      |

| 年間チャート (1983)                         | 順位 |
| ------------------------------------------- | ---- |
| オーストラリア (Kent Music Report)          | 79   |
| 全米 トップ・ポップ・シングルス (Billboard) | 34   |

## 認定
| 国       | 会社 | 認定     | 売上     |
| -------- | ---- | -------- | -------- |
| カナダ   | CRIA | ゴールド | 50,000+  |
| イギリス | BPI  | ゴールド | 500,000+ |